# Neal Cassady
Neal Cassady (Salt Lake City, Utah; 8 de febrero de 1926-San Miguel de Allende, Guanajuato; 4 de febrero de 1968) fue un icono de la «Generación Beat» de la década de 1950 y del movimiento psicodélico de la década de 1960, principalmente conocido por ser retratado, bajo el nombre de Dean Moriarty, en la clásica novela de Jack Kerouac, En el camino.

## Biografía
Nacido cerca de Salt Lake City, tras la separación de sus progenitores, pasó la mayor parte de su infancia a cargo de su padre, quien alternaba su oficio de barbero con correrías de vagabundo por los extensos paisajes del oeste y medio oeste de los Estados Unidos; de esta manera se familiarizó desde temprano con la libertad, los bajos fondos, la pobreza y la vida intensa. Su adolescencia la pasó principalmente en Denver, alternando entre hoteles de los barrios bajos, en la compañía de su padre, reformatorios, y la cárcel. A pesar de su precaria base social, poseía una extraña fascinación por la literatura. 
A través de un compañero de correrías llamado Hal Chase, que partió becado a la Universidad de Columbia (New York) pudo entrar en contacto epistolar con los compañeros de este, algunos de los cuales se convertirían en los más influyentes escritores de su tiempo. Decidido a conocer personalmente a los colegas de su amigo, partió -con 20 años de edad y recién casado- a New York. Así conoció en 1946  a un grupo de estudiantes universitarios que, en buena medida debido a su influjo, conformarían la Generación Beat. Trabó amistad con ellos y con otros artistas del lugar. Sus aventuras y viajes junto a este grupo, centradas en su gran amistad sobre todo con Allen Ginsberg y Jack Kerouac, forman el núcleo existencial y temático de esta generación, andanzas inmortalizadas en la paradigmática novela On the Road.
Cassady demostró ser un verdadero catalizador para el movimiento beat, apareciendo bajo los nombres de Dean Moriarty y de Cody Pomeray en muchas de las novelas de Kerouac. También Ginsberg lo mencionó en su revulsivo poema Aullido ("N.C., héroe secreto de estos poemas"), y, sumado a lo anterior, su ayuda es considerada fundamental para que Kerouac abandonara un estilo de orden sentimental, inspirado por Thomas Wolfe, y descubriera su voz literaria única por medio de la "prosa espontánea", un enfoque basado en la técnica del "stream of consciousness".
Tras de un breve matrimonio con la adolescente Luanne Henderson, Cassady se casó con Carolyn Robinson en 1948. La pareja tuvo tres hijos y se estableció en un rancho de Monte Sereno, 50 millas al sur de San Francisco, California, donde algunas veces Kerouac y Ginsberg le visitaban. Cassady trabajaba para el "Southern Pacific Railroad", y siguió en contacto con sus compañeros beat incluso cuando el pensamiento filosófico de estos comenzaba a divergir.
Después de ser arrestado en 1958 por ofrecerse a compartir una pequeña cantidad de marihuana con un agente encubierto de la policía en un club nocturno de San Francisco, Cassady cumplió una dura condena en la prisión de San Quintín. Una vez puesto en libertad, en junio de 1960, tuvo que luchar para mantener sus derechos familiares, lo cual no evitó que Carolyn se divorciara de él al concluir su período de libertad condicional, en 1963. Cassady conoció a Ken Kesey en el verano de 1962, y se convirtió finalmente en un miembro de los "merry pranksters". En 1964 fue el conductor del autobús Furthur, cuyos viajes fueron inmortalizados en el libro de Tom Wolfe, The Electric Kool-Aid Acid Test, de esta manera desempeñó un papel fundamental en la explosiva escena psicodélica californiana de los años 1960.
Cassady hace una aparición en el libro de Hunter S. Thompson, Hell's Angels: The Strange and Terrible Saga of the Outlaw Motorcycle Gangs, en el que se lo describe como "la inspiración para los protagonistas de dos novelas recientes", gritándole borracho a la policía en las famosas fiestas de los Hell's Angels en la residencia de Ken Kesey, en La Honda (un evento que también se narra en The Electric Kool-Aid Acid Test). Aunque su nombre fue eliminado ante la insistencia del editor de Thompson, la descripción es una clara referencia a las apariciones de Cassady en las novelas de Kerouac, En el Camino y Visiones de Cody.
Una última aparición literaria de Neal Cassady se produce en "Escritos de un Viejo Indecente", de Charles Bukowski. El escritor germano-californiano le dice a Neal C. en uno de los diálogos:

-Kerouac ha escrito todos tus otros capítulos. yo he escrito ya tu último.

-Adelante -dijo él-, escríbelo.
Poco después del encuentro entre ambos, Cassady moría junto a las vías del tren (probablemente a causa de una sobredosis de barbitúricos) después de asistir a una boda en San Miguel de Allende, Guanajuato, el 4 de febrero de 1968.

## Obra
- El primer tercio (recopilación póstuma, con textos fragmentarios de carácter autobiográfico de Neal Cassady y cartas dirigidas a otros autores de la Generación Beat).

- Datos: Q167518
- Multimedia: Neal Cassady / Q167518